# أندرو ستيوارت (عسكري)
أندرو ستيوارت (بالإنجليزية: Andrew Stewart)‏ هو عسكري بريطاني، ولد في 1952م.